# Metadromius myrmidon
Metadromius myrmidon es una especie de escarabajo de la familia Carabidae.

## Distribución geográfica
Se distribuye por el paleártico: el sudoeste de Europa, el norte de África y el oeste de Oriente Próximo.